# フェイカー・ホリック
『フェイカー・ホリック』 (FAKER HOLIC) は、イエロー・マジック・オーケストラ（以下、YMO）のライブ・アルバム。1991年5月21日にアルファレコードから発表された。

## 解説
散開後初の未発表録音を収録したアルバムで、第1回ワールドツアーのヴェニュー（ロンドン）での2回、ル・パレス（パリ）、ボトムライン（ニューヨーク）の4公演を編集して収録。
CDは2枚組で、Disc 1にはロンドンとパリでの演奏、Disc 2にはニューヨークでの演奏が収められている。
活動中に発表された3rdアルバム『パブリック・プレッシャー』では、サポート・ギタリストの渡辺香津美のギターのチャンネルが、公演当時の渡辺の契約レコード会社日本コロムビアの意向により坂本龍一のシンセサイザーに置き換えられていた。その後アルファレコードの販売経路を担当する業務が日本コロムビアに移行した事により諸問題がクリアされ、本作では渡辺のギターパート収録が可能になり、その違いを聞き比べることができる。
『フェイカー・ホリック』という題名は、「フェイク」の新作アルバムとして、YMO活動時の1982年に広告やレビューが雑誌に掲載されたものに由来している。“アナライザー”という楽器を使い、「タンダラダイ」「ブルマー」などといった曲が収録されていたとする。
後に放送されたテレビ番組『カルトQ』において「YMOカルトキング」に輝く砂原良徳が、機材リストの資料提供者としてライナーノーツに名を連ねている。砂原がメジャー作品に参加する以前の事であり、直後にリリースされた砂原にとって電気グルーヴ加入後初のシングル『MUD EBIS/COSMIC SURFIN'』では本作のパロディの意味合いを込めたライヴテイク風の「コズミック・サーフィン」のカバーを披露している。

## 収録曲

### Disc 1
1. キャスタリア Castalia
2. ライディーン Rydeen
3. ビハインド・ザ・マスク Behind The Mask
4. コズミック・サーフィン Cosmic Surfin
5. ラジオ・ジャンク Radio Junk
6. インソムニア Insomnia
7. 中国女 La Femme Chinoise
8. テクノポリス Technopolis
9. ソリッド・ステイト・サヴァイヴァー Solid State Survivor
10. デイ・トリッパー Day Tripper
11. ファイアークラッカー Firecracker
曲の最後に入る破裂音はシーケンサーであるローランド MC-8によるものであるが、アレンジによっては複雑な音を出すために多量のデータ入力が行われたため、この演奏のようにMC-8がシーケンスパターンの再生を失敗することがあった。
12. ジ・エンド・オブ・エイジア The End Of Asia
渡辺香津美のギターソロが一部カットされている。
13. 千のナイフ 1000 Knives
14. 東風 Tong Poo

収録会場日時
- tracks 1-3,14: London. Venue 10/16, 1979（内1-3はテープスピードが僅かに速めて収録されている）
- tracks 4,9-13: London. Venue 10/24, 1979
- tracks 5-8: Paris. Theatre Le Palace 10/18, 1979

### Disc 2
1. ライディーン Rydeen
2. ビハインド・ザ・マスク Behind The Mask
シーケンサーMC-8の暴走によりこの曲のシーケンスパターンが前曲「ライディーン」演奏中に3秒で再生終了してしまったため、シーケンスパターン無しで演奏している。
3. ラジオ・ジャンク Radio Junk
こちらも「ロケット工場」同様にシーナ&ザ・ロケッツに提供され、アルバム「真空パック」に収録された。この時期のライブ定番曲となっているが、スタジオ録音は存在しない様で、ベスト盤『UC YMO』にもライブバージョンで収録されている。
4. ソリッド・ステイト・サヴァイヴァー Solid State Survivor
本曲のボーカルである高橋幸宏が途中歌詞を忘れ、更にドラムパターンを一瞬逸脱する場面があったが、本作では綺麗に修正されている。
5. 在広東少年 Zai Kang Tong Boy 

オリジナルは矢野顕子のアルバム『ごはんができたよ』収録曲でシングル「春咲小紅」のB面曲。この曲では「お前は歌う、私に向かって歌う、つんぼの私に」という歌詞があり、このライブでも歌われているが当アルバムでは「つんぼ」の箇所の音声は消されている（ちなみに1980年のワールドツアーでは「耳が壊れた私に」等、歌詞が直され歌われている）。
6. 東風 Tong Poo
シーケンスの音量が小さくなる場面があったが、本作では修正されている。
7. デイ・トリッパー Day Tripper
8. 千のナイフ 1000 Knives
9. ロケット工場 Rocket Factory
この曲の演奏前にメンバー紹介が入る。
10. 中国女 La Femme Chinoise
本来は冒頭のボイスの途中でシンセサイザーの音が出るミスがあり、『パブリック・プレッシャー』でも修正されていないが、本作では修正されている。
11. ファイアークラッカー Firecracker
ラストでシーケンスと矢野の演奏が8小節分長くなり、慌てて演奏を打ち切るところを坂本がカバーするのだが、これも本作では修正されている。
12. コズミック・サーフィン Cosmic Surfin
13. ジ・エンド・オブ・エイジア The End Of Asia
本来は冒頭にシンセサイザーの音が鳴るが消されている。

収録会場日時
- N.Y, Bottom Line 11/6, 1979